# Markus Gisdol
Markus Gisdol (ur. 17 sierpnia 1969 w Geislingen an der Steige) – niemiecki piłkarz i trener piłkarski. Grał jako pomocnik. Karierę zawodniczą zakończył w 1996 roku.